# 岩渕友紀
岩渕 友紀（いわぶち ゆき、8月12日 - ）は、日本の女性声優。愛知県出身。ぷろだくしょんバオバブ所属。

## 人物
資格は製菓衛生師、剣道二段。
特技はお菓子作り、剣道。趣味はお菓子作り、食べ歩き、映画鑑賞、スポーツ観戦（競馬）。
方言は栃木弁。

## 出演

### テレビアニメ
2012年
- 忍者ハットリくん（男の子、レポーター、婦警）

2014年
- 名探偵コナン（女性事務員）
- クレヨンしんちゃん（園児B）

2019年
- Re:ステージ! ドリームデイズ♪（伊津村静江）

### OVA
- 史上最強の弟子ケンイチ（2012年、子供[2]）

### webアニメ
- トミカ ハイパーレスキュー（2014年、ショウ隊員、レン隊員）

### ゲーム
- ルルアのアトリエ 〜アーランドの錬金術士4〜（2019年、ケイナ・スウェーヤ[3]）

### ドラマCD
- 真空管ドールコレクション「私立真空管学院2学期　カフェ・ボルタの惨劇」（2015年、接客式フローラMkⅡ）

### 吹き替え

#### 映画
- 消されたスキャンダル（エヴィー）

#### ドラマ
- 仮面の王 イ・ソン（ホ・ウンス）
- シカゴ・ファイアー シーズン7（モニーク・ローソン）
- シカゴ・メッド シーズン2（モニーク・ローソン）
- HAWAII FIVE-0（女性看護師、メレ、少女）
- ヘチ 王座への道（女官）

### CM
- 富士住建
- ヨドバシカメラ（ナレーション）

### インターネット番組
- ニコニコ生放送「ドキドキうまガール2nd Season」（2014年、悠美[2]）